# قلعة إجسكوف

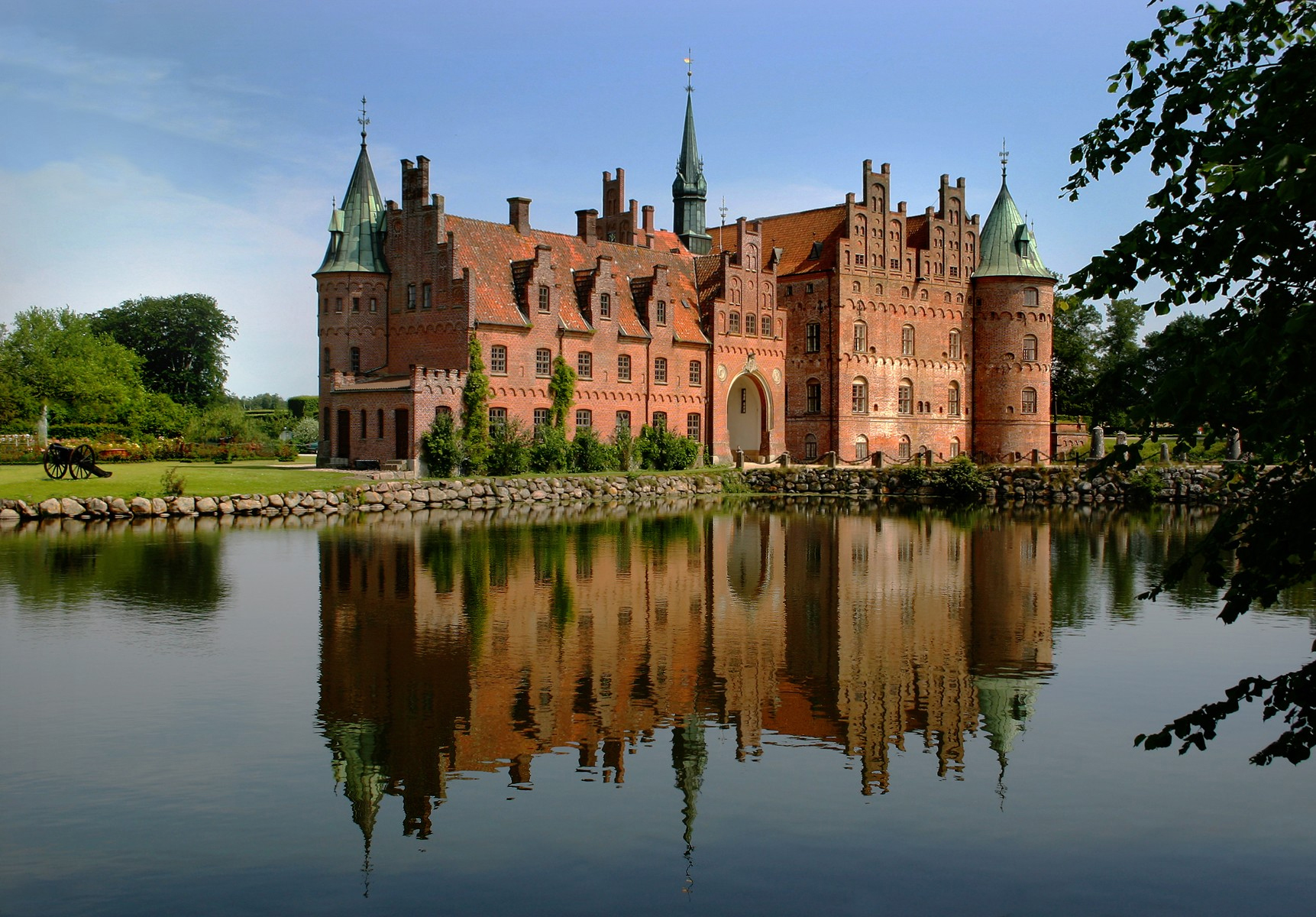

قلعة إجسكوف (بالدنماركية: Egeskov Slot)‏ هي قلعة تقع في الجنوب من جزيرة فين بالدنمارك. صممت على غرار عمارة عصر النهضة في أوروبا. وهي تعتبر أفضل قلعة مائية محفوظة بشكل جيد من عصر النهضة في أوروبا.
ذُكرت القلعة لأول مرة في عام 1405. وتم تشييد مبنى القلعة في عام من قبل 1554 فراندز بروكينهوس. شُيّد هيكل القلعة من غابات شجر البلوط أو السنديان، ومن هنا اشتقت اسمها الذي يعني البلوط بالدنماركية. وتقول الأسطورة، أنّ بناء الأساس احتاج إلى غابة كاملة من أشجار البلوط. بسبب المشاكل وعدم الاستقرار الناجم عن الحرب الأهلية الدنماركية في عام 1534 -1536، وحركة الإصلاح البروتستانتي، فإن كثير من النبلاء قاموا ببناء وتشييد وتحصين مباني ومساكن قوية. وهكذا، بنيت القلعة على أكوام من البلوط.
تقع القلعة على حدائق واسعة وبقربها متاحف.

## معرض صور

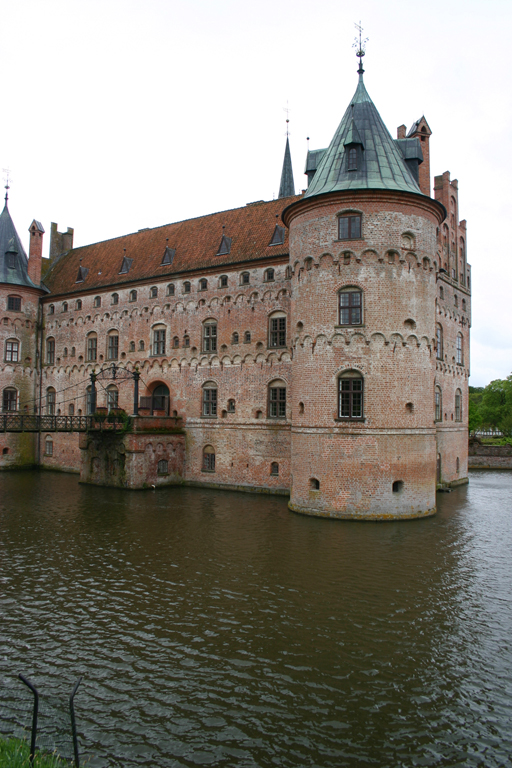
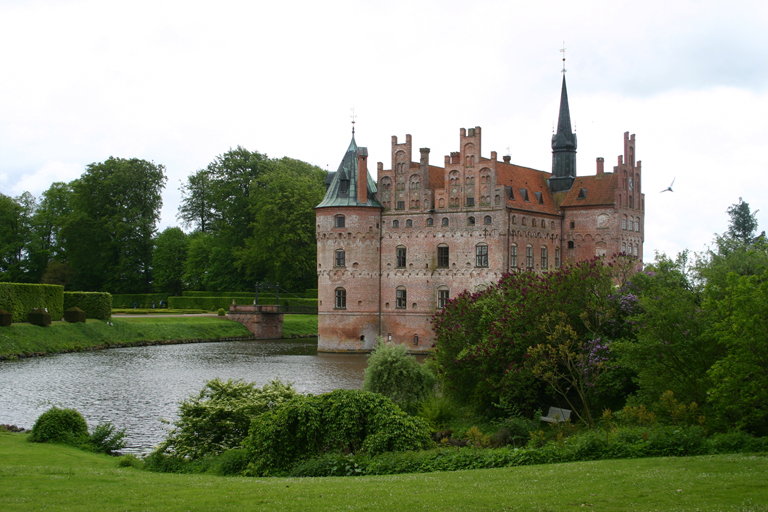
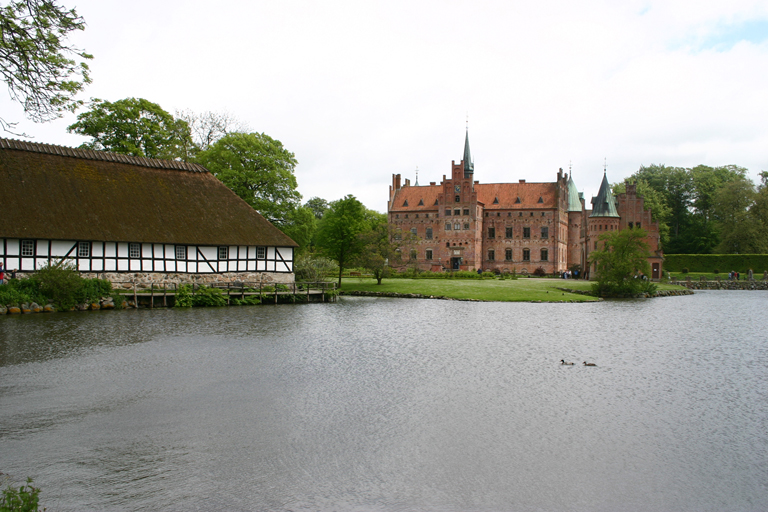
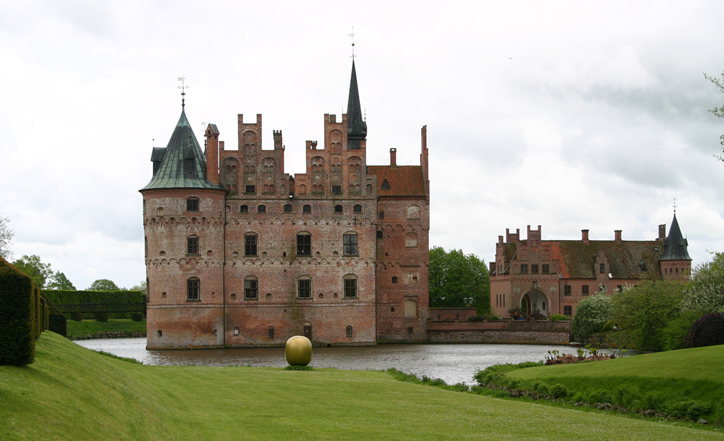

## وصلات خارجية
الموقع الرسمي
- http://www.egeskov.dk/en/history